# Kochanka (skała)
Kochanka – skała w Lesie Zabierzowskim w obrębie miejscowości Kleszczów w województwie małopolskim, w powiecie krakowskim, w gminie Zabierzów. Las ten znajduje się na Garbie Tenczyńskim będącym jednym z mezoregionów Wyżyny Krakowsko-Częstochowskiej.
Kochanka to zbudowana z wapienia skalistego skała o wysokości 12 m. Jest obiektem wspinaczki skalnej. W 2015 r. jest na niej 5 bezimiennych dróg wspinaczkowych o nieokreślonej trudności. Cztery z nich mają zamontowane punkty asekuracyjne: ringi i stanowiska zjazdowe.

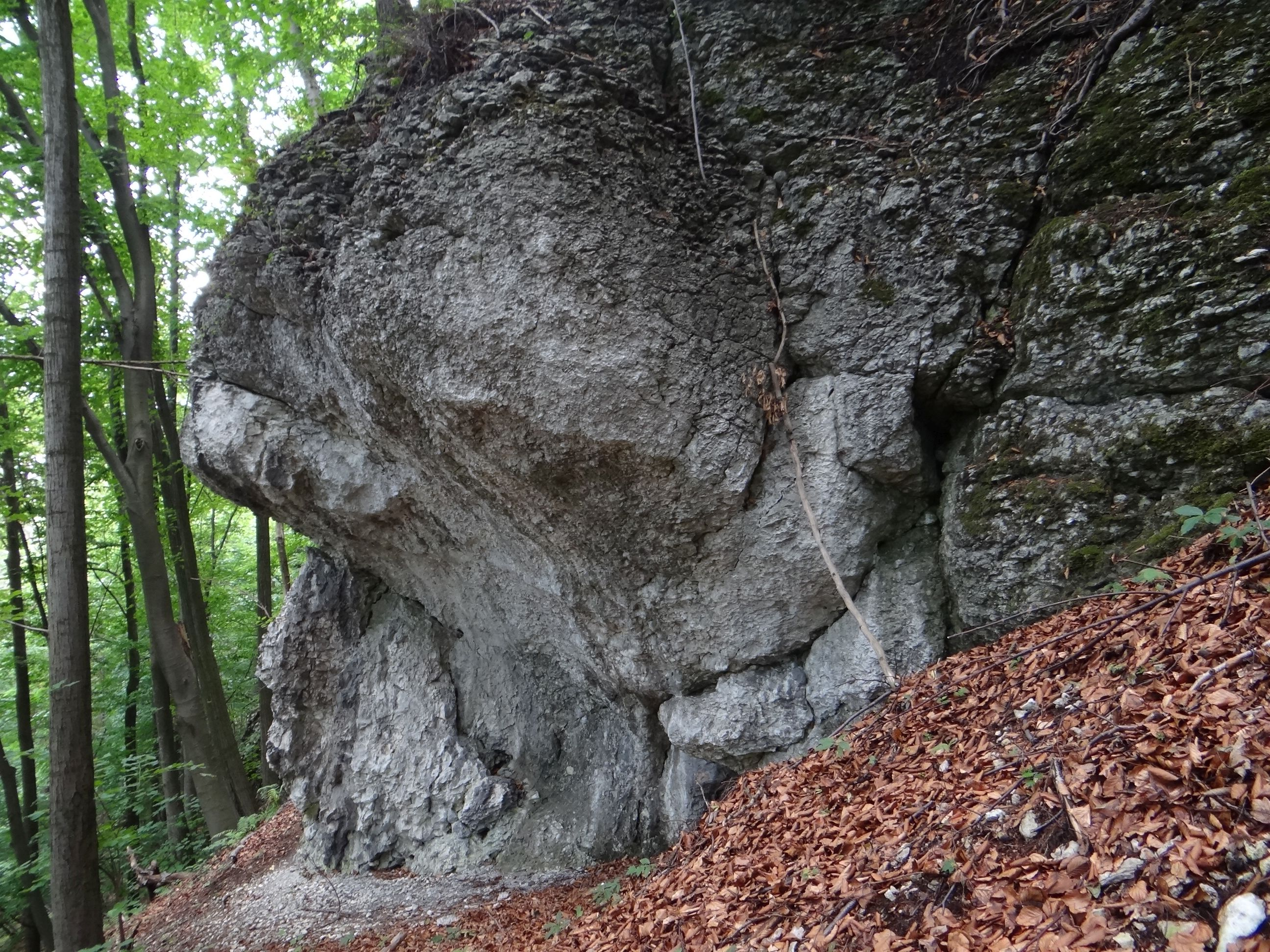
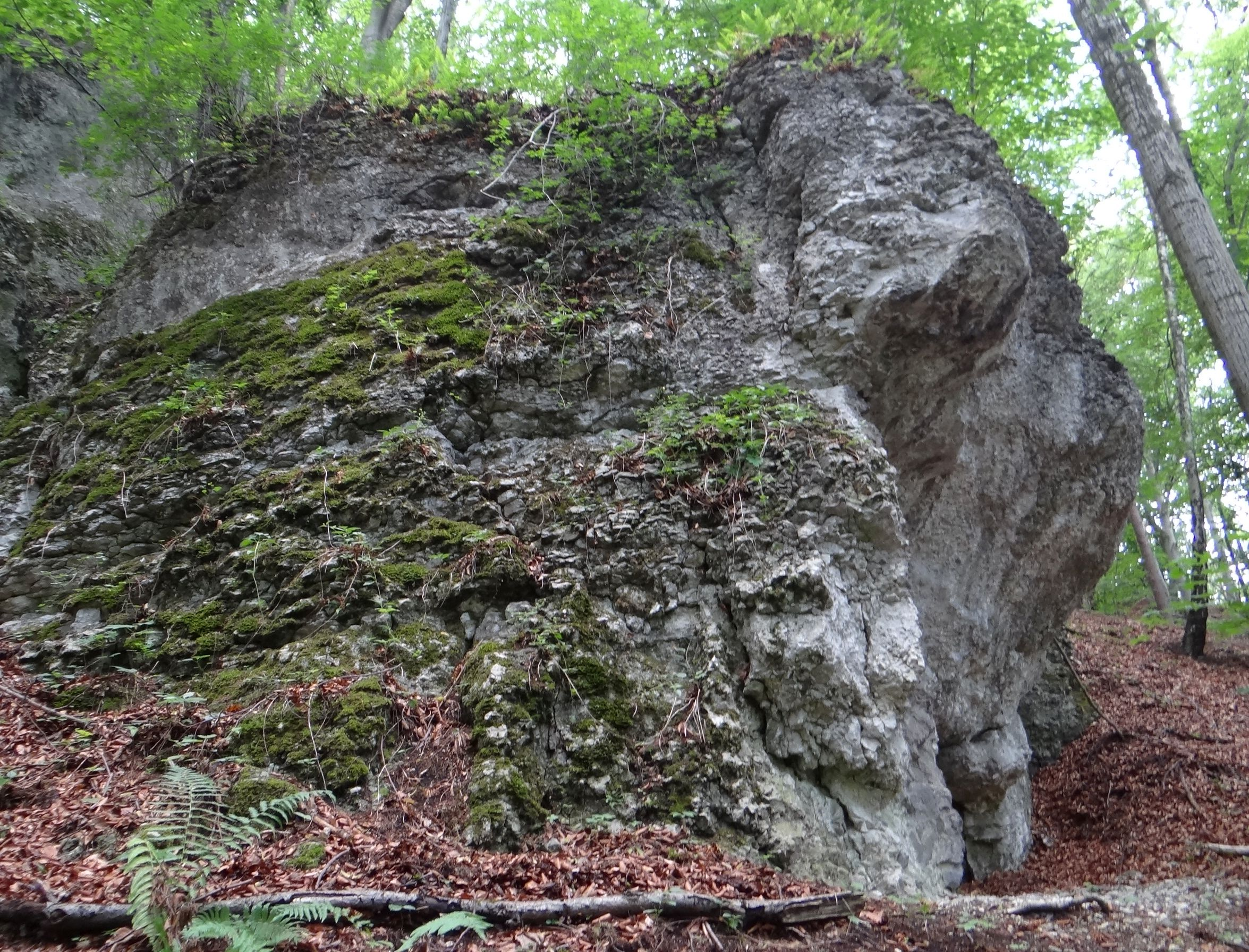
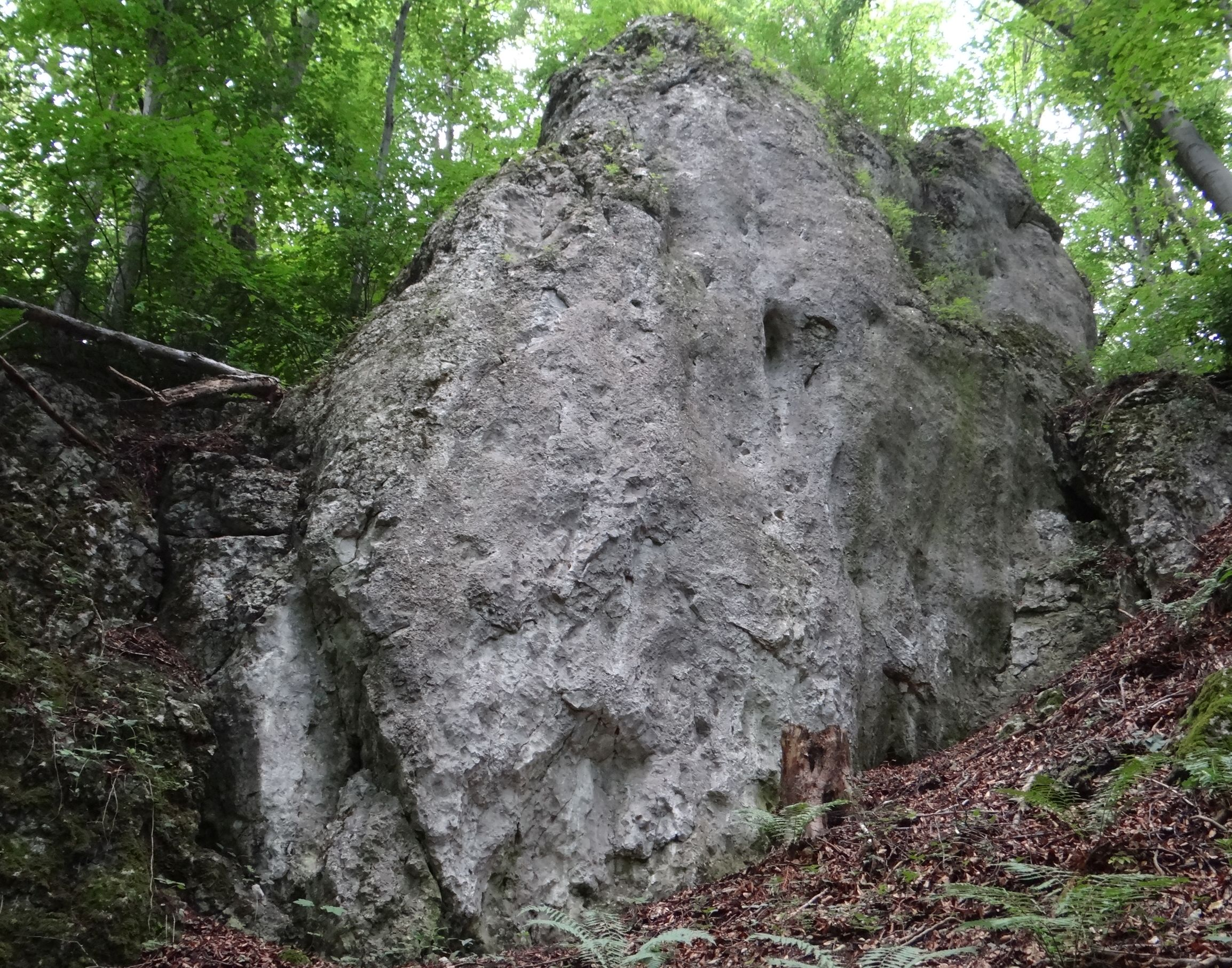
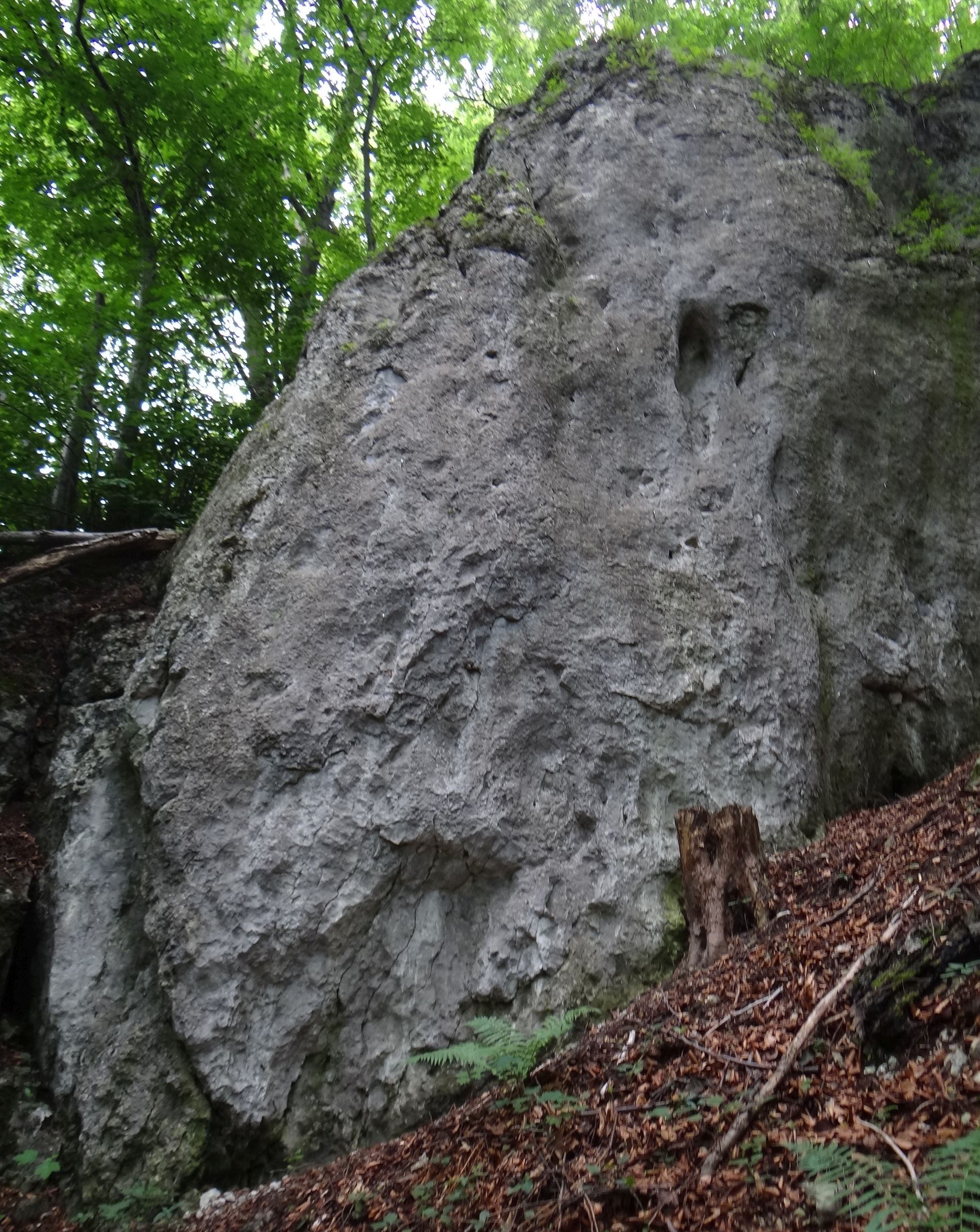
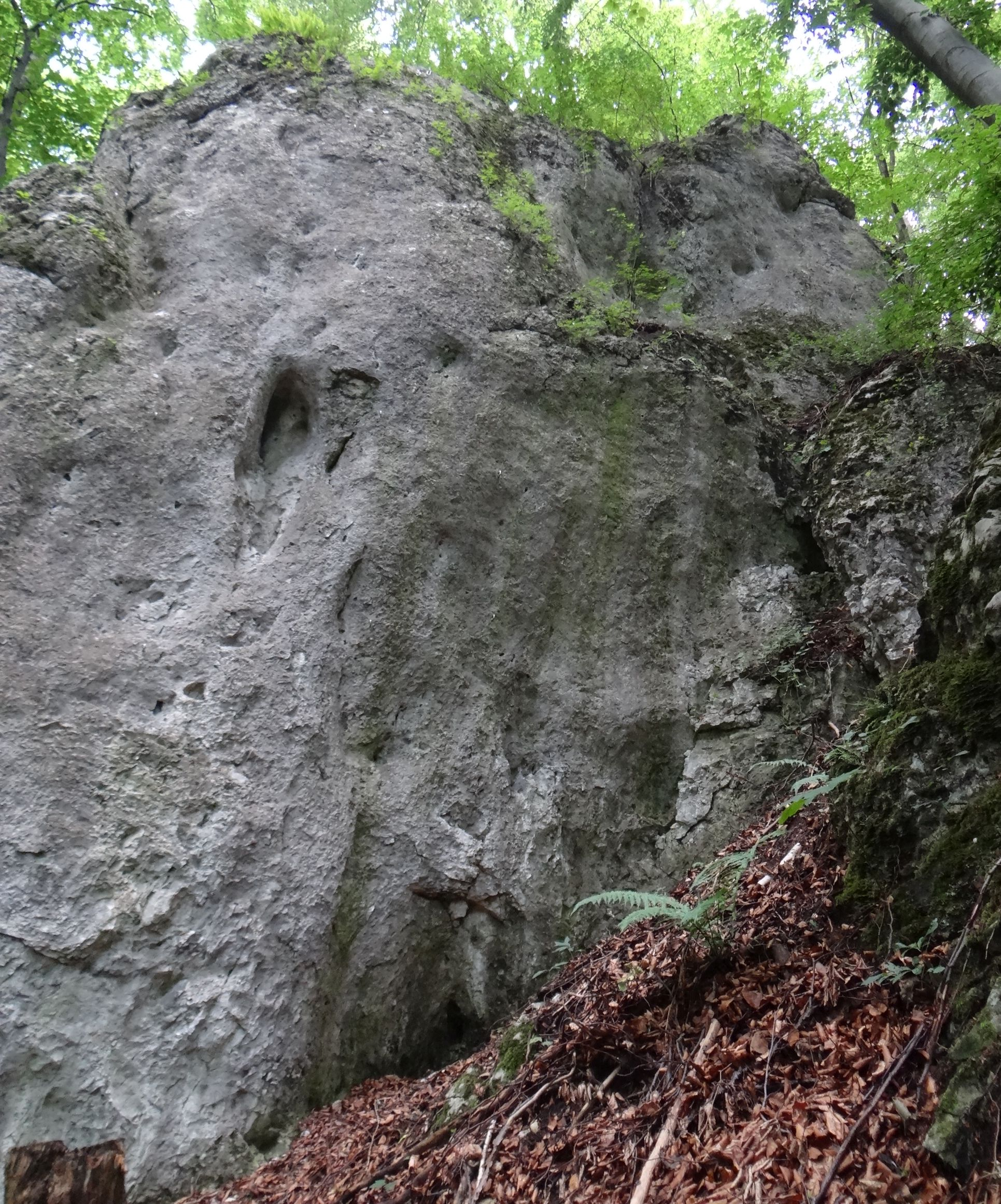

Tuż obok Kochanki znajduje się druga, większa skała wspinaczkowa – Walec.